# Asemoplus
Asemoplus is een geslacht van rechtvleugeligen uit de familie veldsprinkhanen (Acrididae). De wetenschappelijke naam van dit geslacht is voor het eerst geldig gepubliceerd in 1897 door Scudder.

## Soorten
Het geslacht Asemoplus omvat de volgende soorten:
- Asemoplus montanus Bruner, 1885
- Asemoplus sierranus Hebard, 1936